# リュック＝アドルフ・ティアオ
リュック＝アドルフ・ティアオ（フランス語: Luc-Adolphe Tiao、1954年6月4日 - ）は、ブルキナファソの政治家、外交官。

## 生涯
2008年から駐フランス大使を務めていたが、学生や軍人、警官による反政府デモを受けて2011年4月18日にブレーズ・コンパオレ大統領から首相に任命された。